# Seán Lester
Seán Lester (ur. 28 września 1888 w Carrickfergus, zm. 13 czerwca 1959 w Galway) – irlandzki dyplomata, Wysoki Komisarz Ligi Narodów w Wolnym Mieście Gdańsku w latach 1934–1936 i ostatni Sekretarz Generalny Ligi Narodów od 1940 r. do 18 kwietnia 1946 r.

## Młodość i początki kariery
Był ulsterskim protestantem i jednocześnie irlandzkim nacjonalistą. Urodził się w Hrabstwie Antrim jako syn sklepikarza. Mimo iż w jego rodzinnym Carrickfergus dominowały poglądy unionistyczne, wstąpił do Ligi Gaelickiej, a następnie do Irlandzkiego Bractwa Republikańskiego. Po ukończeniu uniwersytetu w Belfaście rozpoczął pracę jako dziennikarz dla North Down Herald i kilku innych gazet północnoirlandzkich, później przeniósł się do Dublina, gdzie zatrudnił się we Freeman's Journal. Tam w 1919 r. osiągnął stanowisko wydawcy wiadomości.
Po zakończeniu wojny o niepodległość Irlandii, wielu jego przyjaciół weszło do rządu Wolnego Państwa Irlandzkiego. Lester przyjął zaproponowane mu stanowisko kierownika wydziału prasowego (Director of Publicity).

## Praca w Lidze Narodów
W 1923 r. został pracownikiem resortu Spraw Zagranicznych. W 1929 r. wysłano go do Genewy, gdzie zastąpił Michaela MacWhite'a na stanowisku Stałego Delegata Irlandii do Ligi Narodów. W 1930 r. dzięki niemu Irlandia została wybrana do Rady Ligi Narodów na okres trzyletni. Lester często reprezentował Irlandię na spotkaniach Rady (która była ciałem wykonawczym Ligi), zastępując ministra spraw zagranicznych. W tym czasie bardzo zaangażował się w prace Ligi, szczególnie w jej wysiłki związane z podjęciem rezolucji w sprawie dwóch konfliktów w Południowej Ameryce (wojna kolumbijsko-peruwiańska, wojna o Chaco). Ta działalność zwróciła na niego uwagę Sekretariatu Generalnego i zapoczątkowała jego transformację z dyplomaty irlandzkiego w międzynarodowego.

## Wysoki Komisarz w Gdańsku
26 października 1933 r. został mianowany przedstawicielem Ligi Narodów w Wolnym Mieście Gdańsku. Jego poprzednikowi Rostingowi zarzucano, iż po przejęciu władzy w Wolnym Mieście przez NSDAP w następstwie wygranych wyborów do Volkstagu z 28 maja 1933 r. tolerował naruszanie gdańskiej konstytucji (której gwarantem, zgodnie z Traktatem wersalskim, miała być Liga Narodów). Lester przybył do Gdańska i objął swój urząd 15 stycznia 1934 r. Był świadkiem dyskryminowania i prześladowań opozycji politycznej, a także ludności żydowskiej. Dążąc do całkowitego wyeliminowania opozycji, narodowi socjaliści doprowadzili do rozwiązania Volkstagu V kadencji i rozpisania nowych wyborów, w których uzyskali lepszy niż poprzednio wynik.
We wrześniu 1935 r. przedstawił Radzie Ligi Narodów raport wskazujący na powstanie w Wolnym Mieście stanu faktycznego sprzecznego z konstytucją: rzeczywistą władzę sprawował gauleiter Albert Forster, któremu podlegał prezydent Senatu Arthur Greiser; w urzędach gdańskich umieszczono symbole narodowosocjalistyczne (flagi ze swastyką, portrety Hitlera), a w urzędowych pismach wprowadzono formułę Heil Hitler!. Raport ten nie pociągnął za sobą żadnej reakcji Ligi Narodów, spowodował natomiast ataki narodowych socjalistów na Lestera.
26 listopada 1935 r. partie opozycyjne: socjaldemokraci, Centrum złożyły skargę do Wysokiego Komisarza na terror przedwyborczy i fałszowanie wyników oraz złożyły wniosek o unieważnienie majowych wyborów do Volkstagu. Protesty te zostały przez Lestera przekazane do Ligi Narodów, gdzie rozpatrywał je tzw. Komitet Trzech, złożony z ministrów spraw zagranicznych Wlk. Brytanii, Francji i Portugalii (zastąpionej potem przez Szwecję), który uznał ich zasadność; do anulowania wyborów jednak nie doszło.
Swoim postępowaniem Lester naraził się na otwarty bojkot ze strony narodowosocjalistycznych władz Wolnego Miasta i III Rzeszy. Władze gdańskie uchylały się od kontaktów z nim, ale też uniemożliwiały mu kontakt z przedstawicielami opozycji. Siedziba Wysokiego Komisarza w Gdańsku była pod stałą obserwacją tajnej policji, w związku z czym Lester spotykał się z opozycjonistami, np. Erichem Brostem w Lasach Oliwskich.
Do znaczącego incydentu doszło podczas wizyty w porcie gdańskim niemieckiego krążownika "Leipzig" w dniach 25-28 czerwca 1936 r. Komendant okrętu nie złożył, przewidzianej w umowach, wizyty Wysokiemu Komisarzowi.
30 czerwca 1936 Lester wysłał do Genewy nowy obszerny raport o sytuacji w Wolnym Mieście, domagając się interwencji Rady Ligi Narodów w sprawie 5 dekretów Senatu gwałcących konstytucję. Na zwołanym w tej sprawie posiedzeniu Rady 4 lipca 1936 prezydent Senatu Greiser żądał odwołania Lestera i nieprzysyłania nowego Komisarza Ligi Narodów do Gdańska. Rada nie wypowiedziała się w sprawie raportu i przekazała go do Komitetu Trzech, który opowiedział się za odwołaniem Lestera ze stanowiska Wysokiego Komisarza w Gdańsku.
W związku z brakiem możliwości wykonywania swoich obowiązków w październiku 1936 r. złożył dymisję ze stanowiska Wysokiego Komisarza, jednak nadal prowadził sprawy bieżące aż do wyboru jego następcy 17 lutego 1937.

## Sekretariat Generalny Ligi Narodów
Powrócił do Genewy w 1937 r., by objąć stanowisko Zastępcy Sekretarza Generalnego Ligi Narodów. Latem 1940 r., po niemieckim zwycięstwie nad Francją, dotychczasowy Sekretarz Generalny Joseph Avenol złożył dymisję. Lester, który faktycznie już od czerwca tego roku kierował pracami Ligi, został formalnie mianowany Sekretarzem Generalnym 2 września 1940 r. Mimo iż II wojna światowa obnażyła całkowitą bezsilność Ligi Narodów, Lester pozostawał w Genewie przez cały jej okres, a następnie nadzorował zakończenie prac Ligi. 18 kwietnia 1946 r. podpisał dokument, na mocy którego Liga Narodów przekazała swoje funkcje Organizacji Narodów Zjednoczonych (ze strony ONZ umowę podpisał Włodzimierz Moderow, później dyrektor europejskiego biura Narodów Zjednoczonych).
Mimo plotek głoszących, iż stanie do wyborów na prezydenta Irlandii, Lester nie szukał już stałego zajęcia i osiadł w jako emeryt w Recess, hrabstwo Galway na zachodzie wyspy.